# Drymocallis
Drymocallis là một chi thực vật có hoa trong họ Hoa hồng.